# Patricia Matthews
Pour les articles homonymes, voir Matthews.
Compléments
- Clayton Matthews (1971-2004)

Patricia Matthews (née Patricia Anne Klein Ernst le 1er juillet 1927 et morte le 7 décembre 2006) est un écrivain américain de romances et de romans policiers. Elle utilise également six noms de plume : Patricia Ernst, P.A. Brisco, Patty Brisco, Pat A. Brisco, Pat Brisco et Laura Wylie. Elle collabore avec son mari, l'écrivain américain Clayton Matthews.

## Biographie
Patricia Anne Klein Ernst épouse en 1946 Marvin Owen Brisco. Ils divorcent en 1961. En 1972, elle se remarie avec l'écrivain Clayton Matthews, avec lequel elle s'installe ensuite à San Diego, en Californie.
Patricia écrit des romans gothiques sous les noms de plumes de Patricia Ernst, P.A. Brisco, Patty Brisco et Pat A. Brisco. Quand le marché de la fiction gothique commence à décliner, elle se lance dans l'écriture de romances sous son nom d'épouse, Patricia Matthews. Elle et son mari collaborent à plusieurs romans policiers en utilisant les noms de plume Laura Wylie et Laurie Wylie.
Patricia meurt le 7 décembre 2006 dans la maison familiale des Brisco à Prescott en Arizona.

## Œuvre

### Sous le nom de P.A. Brisco
- (en) Harold Jensen's Hope Chest, 1959Inédit en France

### Sous le nom de Patty Brisco
- (en) Horror at Gull House, 1969Inédit en France
- (en) Merry's Treasure, 1969Inédit en France
- (en) The Crystal Window, 1973Inédit en France
- (en) House of Candles, 1973Inédit en France
- (en) Mist of Evil, 1976Inédit en France
- (en) Raging Rapids, 1978Inédit en France
- (en) Too Much In Love, 1979Inédit en France

### Sous le nom de Pat A. Brisco
- (en) The Other People, 1970Inédit en France

### Sous le nom de Pat Brisco
- (en) The Carnival Mystery, 1974Inédit en France
- (en) Campus mystery, 1978Inédit en France

### Sous le nom de Patricia Matthews
- Le défi de Serena, J'ai lu ((en) Love Forever More, 1977)
- La promesse sauvage, J'ai lu, 1991 ((en) Love's Wildest Promise, 1977)Publié dans la collection Aventures et Passions
- (en) Love's Daring Dream, 1978Inédit en France
- (en) Love's Pagan Heart, 1978Inédit en France
- (en) Love's Many Faces, 1979Inédit en France
- Belinda et les chercheurs d'or, J'ai lu ((en) Love's Golden Destiny, 1979)
- (en) Love's Magic Moments, 1979Inédit en France
- Les trois amours de Rachel, J'ai lu, 1996 ((en) Love's Bold Journey, 1980)Publié dans la collection Aventures et Passions
- (en) Love's Sweet Agony, 1980Inédit en France
- L'écume des passions, J'ai lu, 1987 ((en) Tides of Love, 1981)Publié dans la collection Aventures et Passions
- L'éveil de l'aube, J'ai lu, 2001 ((en) Embers of Dawn, 1982)
- (en) Flames of Glory, 1982Inédit en France
- (en) Glamber in Love, 1984Inédit en France
- Le déchaînement des passions, J'ai lu, 1992 ((en) Tame the Restless Heart, 1985)Publié dans la collection Aventures et Passions
- (en) Midnight Lavender, 1985Inédit en France
- Jemina au pays de la liberté, Harlequin, 1989 ((en) Thursday and the Lady, 1987)Publié dans la collection Grands Romans
- (en) Enchanted, 1987Inédit en France
- Le passé oublié, Harlequin ((en) Mirrors, 1988)Publié dans la collection Best Sellers
- Oasis, Harlequin, 1993 ((en) Oasis, 1988)Publié dans la collection Best Sellers
- (en) The Night Visitor, 1988Inédit en France
- L'étoile du Cachemire, Harlequin, 1999 ((en) Sapphire, 1989)Publié dans la collection Les Historiques
- Les espoirs et les rêves, Harlequin, 1990 ((en) The Dreaming Tree, 1989)Publié dans la collection Grands Romans
- (en) The Death of Love, 1990Inédit en France
- (en) The Unquiet, 1991Inédit en France
- (en) Dead Man Riding, 1999Inédit en France
- (en) Death in the Desert, 1999Inédit en France
- (en) Secret of Secco Canyon, 1998Inédit en France
- (en) Rendezvous at Midnight, 2004Inédit en France

#### Série Hannah
1. La maîtresse de Malvern, J'ai lu, 1980 ((en) Love's Avenging Heart, 1976)Publié dans la collection Aventures et Passions
2. Danser ses rêves, J'ai lu, 2001 ((en) Dance of Dreams, 1983)

### Avec Clayton Matthews
- (en) Midnight Whispers, 1981Inédit en France
- (en) Empire, 1982Inédit en France

#### Série Casey Farrell)
1. (en) The Scent of Fear, 1992Inédit en France
2. (en) Vision of Death, 1993Inédit en France
3. (en) Taste of Evil, 1994Inédit en France
4. (en) Sound of Murder, 1994Inédit en France
5. (en) Touch of Terror, 1995Inédit en France

### Sous le nom de Laura Wylie
- (en) The Night Visitor, 1979Inédit en France